# NGC 3051
NGC 3051 is een elliptisch sterrenstelsel in het sterrenbeeld Luchtpomp. Het hemelobject werd op 24 maart 1835 ontdekt door de Britse astronoom John Herschel.

## Rossiter 5341
Vanaf de aarde gezien bevindt het stelsel NGC 3051 zich net ten oosten van de dubbelster Rossiter 5341 (HD 85725). Amateurastronomen kunnen Rossiter 5341 aanwenden als gidsdubbelster om het stelsel NGC 3051 op te zoeken. Rossiter 5341 werd ontdekt en onderzocht door de Amerikaanse astronoom Richard Alfred Rossiter (1886-1977).

## Synoniemen
- ESO 499-16
- MCG -4-24-4
- PGC 28536